# Tresnay
Tresnay é uma comuna francesa na região administrativa de Borgonha-Franco-Condado, no departamento Nièvre. Estende-se por uma área de 17,8 km². Em 2010 a comuna tinha 142 habitantes (densidade: 8 hab./km²).